# الإعدامات والاغتيالات خلال حرب غزة
خلال الحرب الفلسطينية الإسرائيلية، وقعت أعداد كبيرة جدًا من حوادث القتل العمد لأشخاص غير مشاركين في القتال. فبالإضافة إلى المدنيين العزّل، فإن العديد من الجنود والمقاتلين الذين قُتلوا – وغالبًا ما يُشار إليهم ببساطة بأنهم "مقاتلون" أو "جنود" كما لو أنهم قُتلوا في المعركة – لم يكونوا يشاركون فعليًا في الأعمال العدائية وقت مقتلهم. كما وردت تقارير عن العديد من عمليات الاغتيال المزعومة، والإعدامات الميدانية، وحالات الوفاة أثناء الاحتجاز، أو غيرها من أشكال القتل خارج نطاق القانون، مع تباين في مستوى الأدلة المتوفرة بشأنها.

## خلفية

### القانون الدولي بشأن قتل العسكريين العزل
يُطبِّق القانون الدولي نفس المعايير على كلٍ من الأطراف الفاعلة التابعة للدول والمقاتلين غير النظاميين على حد سواء. فحتى لو كان الفرد عضوًا في جيش أو جماعة مسلحة أخرى، فهناك حالات يكون فيها قتلهم جريمة حرب. على سبيل المثال، إذا كانوا جرحى، أو إذا استسلموا طواعية، أو إذا كانوا بالفعل أسرى حرب.

## إعدام المخبرين على يد الفلسطينيين

### الإعدامات العلنية في الضفة الغربية
في يوم الجمعة الموافق 24 نوفمبر 2023، قُتل رجلان فلسطينيان على يد فلسطينيين آخرين في طولكرم بالضفة الغربية.  ونشرت مجموعة "كتيبة طولكرم – الرد السريع"، التي وصفتها صحيفة تايمز إسرائيل بأنها جماعة مسلحة محلية تابعة لكتائب شهداء الأقصى، بيانًا مقتضبًا وغامضًا على تيليغرام مباشرة بعد الإبلاغ عن مقتل الرجلين، جاء فيه: "ما ظلمناهم ولكن كانوا أنفسهم يظلمون".  ومن المحتمل أن يكون ذلك إشارة إلى الآية 44 من سورة يونس في القرآن الكريم ونصها: "إِنَّ ٱللَّهَ لَا يَظْلِمُ ٱلنَّاسَ شَيْـًٔا وَلَٰكِنَّ ٱلنَّاسَ أَنفُسَهُمْ يَظْلِمُونَ.  ووصف مركز القدس للشؤون العامة، وهو مركز أبحاث إسرائيلي،  الحادثة بأنها "تفكك المجتمع الفلسطيني". 
وقع ذلك بعد وقت قصير من مقتل ستة مسلحين، بينهم ثلاثة من قادة الكتائب في طولكرم. 

## كلا الجانبين متهمين

### مختار عشيرة دغمش
زعم جيش الاحتلال الإسرائيلي أن فائق المبحوح، ضابط الشرطة الذي قُتل خلال حصار مستشفى الشفاء، كان قد عُيِّن لترهيب عشائر غزة المحلية بهدف ثنيهم عن التعاون مع إسرائيل بشأن تأمين توزيع المساعدات،  واتهمه "بتدبير" إعدام زعيم عشيرة دغمش قبل أسبوع من مقتله.  وزُعم أن العشيرة نفت ذلك وادعت أن زعيمها وأفراد عائلته قُتلوا بغارة جوية.  وكانت إسرائيل وحكومة غزة تتنافسان على استمالة العشائر.  وترددت شائعات بأن جزءًا كبيرًا من الدافع الإسرائيلي وراء قتل المبحوح كان فشل الخطة الإسرائيلية لاستبدال الشرطة في غزة بالعشائر مثل عشيرة دغمش لتوزيع المساعدات وفرض القانون. 

## عمليات القتل على يد الإسرائيليين في الضفة الغربية

### اغتيال مسلح جريح ورفاقه في المستشفى
اغتالت قوات إسرائيلية متنكرة بزي طواقم طبية ونساء مسلمات مدنيات ثلاثة فلسطينيين بالرصاص داخل مستشفى في مدينة جنين بالضفة الغربية.  وقالت إسرائيل إنهم ينتمون إلى "خلية إرهابية".  وأشارت هيئة الإذاعة البريطانية إلى الرجال الذين قُتلوا على أنهم "أعضاء في جماعات فلسطينية مسلحة". 
وقال المتحدث باسم المستشفى توفيق الشوبكي إنه لم يكن هناك تبادل لإطلاق النار في المستشفى بل إنها عملية اغتيال للمريض.  كما قال أيضًا إن الرجال الثلاثة قتلوا وهم نائمين. 
ووفقًا لخبراء من الأمم المتحدة فإن مقتل ثلاثة رجال فلسطينيين في مستشفى في الضفة الغربية المحتلة على يد قوات كوماندوز إسرائيلية متنكرين بزي عاملين طبيين ومدنيين قد يرقى إلى جرائم حرب.  ويُسمح بأسر أفراد الجيش غير المسلحين ولكن ليس قتلهم.  ويحظى المقاتلون الجرحى بحماية إضافية بموجب اتفاقيات جنيف، فلا يجوز قتلهم أو أسرهم،  ولكن يمكن احتجازهم كأسرى حرب بعد تعافيهم إذا تلقوا العلاج في مستشفيات العدو. 

### وفيات بسبب خرق السياج الأمني
قُتل صلاح الدين سليمان شوامرة ونجم الدين شوامرة في فبراير 2024 أثناء محاولتهما عبور السياج الأمني الفاصل بين إسرائيل والضفة الغربية، وهو سياج يشطر أرضًا تملكها عائلتهما. كما أُصيب شقيقهما نور الدين بالرصاص وأُصيب بجروح طفيفة.  ويرى مراسلون من صحيفة هآرتس أنه كان يجب اعتقال الرجلين بدلًا من قتلهما، وأن الجنود كان بإمكانهم أيضًا إطلاق طلقات تحذيرية لمنح الرجلين فرصة للفرار إلى منزلهما قبل اللجوء إلى القوة المميتة. 

## قصف مستهدف لمنازل عائلية
بدأ سلاح الجو الإسرائيلي حملة قصف على قطاع غزة في تمام الساعة 9:45 صباحًا يوم 7 أكتوبر 2023،  وقاموا لاحقًا بتوسيع نطاق هذه الحملة لتشمل جنوب لبنان. 

### في قطاع غزة

#### عائلة أبو قوطة 7 أكتوبر 2023 في رفح
شنت غارة جوية على منزل عائلة أبو قوطة في وقت متأخر من ليلة 7 أكتوبر 2023، وكان هذا أحد المنازل الأولى التي تعرضت للقصف.  أسفرت الغارة عن مقتل تسعة عشر فردًا من العائلة، أصغرهم رضيع يقل عمره عن عام واحد، كما قتل خمسة أشخاص آخرين كانوا بالقرب من المنزل. 

#### عائلتا الحساينة وأبو شريعة
وفي 23 نوفمبر قصفت غارة جوية منزلي عائلتي الحساينة وأبو شريعة، وذكرت وسائل الإعلام المحلية أسماء 93 مدنيًا فلسطينيًا في قائمة شهداء الحدث، منهم 38 فردًا من عائلة أبو شريعة، و54 فردًا من عائلة الحساينة، بالإضافة إلى شخص واحد يدعى وليد زيارة.  ولم يعترف أي من الطرفين بوجود هدف محتمل، ووردت تقارير عن وقوع ضحايا مدنيين فقط.  ولكن وصفت العائلتان في أماكن أخرى بأنهم أقارب لقادة ومؤسسي حركة المجاهدين الفلسطينية.  تعد حركة المجاهدين وجناحها المسلح، كتائب المجاهدين، فصيلًا صغيرًا وغير مهم نسبيًا في الصراع.  ولكنهم كانوا يحتجزون ثلاثة أفراد من عائلة بيباس رهائن. ثم في 29 نوفمبر، أثناء مفاوضات الرهائن، أُعلن أن شيري بيباس وأطفالها قتلوا في غارة جوية إسرائيلية أثناء احتجازهم، وعزت معظم وسائل الإعلام هذا الادعاء إلى "حماس". 

### في جنوب لبنان

#### الإخوة الأستراليون في بنت جبيل
تعرضت منازل عائلات للقصف في جنوب لبنان، وتحديدًا في منطقة سكنية ببلدة بنت جبيل. أسفر ذلك عن مقتل الشقيقين علي أحمد بزي وإبراهيم بزي (27 عامًا)، وزوجة إبراهيم شروق حمود.  يحمل الشقيقان الجنسية الأسترالية، حيث كان علي يعيش في لبنان، بينما كان إبراهيم يزور من سيدني لإعادة زوجته إلى أستراليا.  أعلن حزب الله علي بزي أحد مقاتليه، وشمل أيضًا أفراد العائلة المدنيين في جنازة لحزب الله. 

## عمليات الإعدام بإجراءات موجزة
صرحت المفوضية السامية للأمم المتحدة لحقوق الإنسان في 20 ديسمبر أنه تلقى مزاعم بقتل جنود إسرائيليين ما لا يقل عن أحد عشر رجلًا غير مسلحين بإجراءات موجزة في حي الرمال.  وذكرت قناة الجزيرة أن عدد الذين أُعدموا بإجراءات موجزة بلغ 15 شخصًا، وقد قُتلوا خلال مداهمة شقة سكنية. وشهدت عائلات الرجال عملية الإعدام.  صرح البروفيسور وليام شاباس من جامعة مدلسكس بأن "إثبات كونهم مدنيين ليس مهمًا حقًا. فالإعدامات بإجراءات موجزة حتى للمقاتلين، وحتى للمحاربين هي جريمة حرب."  وأخبر المرصد الأورومتوسطي لحقوق الإنسان قناة الجزيرة أنه يعتقد بوجود نمط من القتل "المنهجي"، وأن "في 13 حالة على الأقل من الإعدامات الميدانية، تأكدنا من أنها كانت عشوائية من جانب قوات الاحتلال الإسرائيلي."  في 26 ديسمبر 2023، قدم المرصد الأورومتوسطي لحقوق الإنسان ملفًا إلى المحكمة الجنائية الدولية والمقررين الخاصين للأمم المتحدة يوثق عشرات حالات الإعدام الميداني التي نفذتها قوات الاحتلال الإسرائيلي ويطالب بالتحقيق فيها.  في مارس 2024 نُشر مقطع فيديو لجندي من جيش الاحتلال الإسرائيلي يتباهى بقتل رجل عجوز أصم كان يختبئ تحت سريره، مما دفع مجلس العلاقات الأمريكية الإسلامية إلى إدانة القتل باعتباره إعدامًا وجريمة حرب.  وذكر جيش الاحتلال الإسرائيلي أنه سيبدأ تحقيقًا في الحادث.  وأخبر مسؤولون دفاعيون صحيفة هآرتس أن جيش الاحتلال الإسرائيلي قد أنشأ "مناطق قتل" في غزة، يُقتل فيها أي شخص يعبر "خطًا غير مرئي". 

### مقابر جماعية
كُشف عن مقبرة جماعية تضم 283 جثة في أبريل 2024 في مجمع ناصر الطبي بخان يونس، جنوب مدينة غزة.  دُفن 30 جثة في قبرين بفناء مستشفى الشفاء بمدينة غزة. وذكرت التقارير أن الجثث وُجدت مقيدة الأيدي والأرجل.  دعا مفوض الأمم المتحدة السامي لحقوق الإنسان، فولكر تورك، إلى تحقيق مستقل في مقتل المدنيين عمدًا على يد جيش الاحتلال الإسرائيلي، وذلك بعد اكتشاف المقابر الجماعية، وصرح بأن "القتل العمد للمدنيين والمعتقلين وغير المقاتلين جريمة حرب."  وصف متحدث باسم المفوض السامي لحقوق الإنسان التابع للأمم المتحدة الاكتشافات، مشيرًا إلى أن "بعضهم كانت أيديهم مقيدة، مما يشير بالطبع إلى انتهاكات خطيرة للقانون الدولي لحقوق الإنسان والقانون الإنساني الدولي، ويجب أن تخضع هذه الانتهاكات لمزيد من التحقيقات."  صرح وليام شاباس الخبير الكندي في القانون الدولي لحقوق الإنسان، بأن المقابر الجماعية "لطالما كانت مؤشرًا على ارتكاب جرائم حرب." 

## الاعتداءات على الشرطة في قطاع غزة

### اغتيال فائق المبحوح
في سياق غارة شنها جيش الاحتلال الإسرائيلي على مجمع الشفاء الطبي بمدينة غزة، أقدمت إسرائيل على اغتيال فائق المبحوح.  وفي حين ادعت مصادر، مستندة إلى تقارير صادرة عن جيش الاحتلال الإسرائيلي، أنه لقي مصرعه إثر تبادل لإطلاق النار بين عناصر من كتائب الشهيد عز الدين القسام وقوات الاحتلال الإسرائيلي،  فإن هذه المصادر لا تنفي في مجملها إقدام فائق على إطلاق النار تجاه قوات الاحتلال الإسرائيلي لدى اقترابها منه، غير أنها تطرح رواية مختلفة لسياق الأحداث وتحديد الطرف المسؤول عن بدء المواجهة. 
وقد نُفذت هذه الغارة قرابة الساعة الثانية والنصف فجرًا، بمشاركة قوات من اللواء 401 المدرع التابع لجيش الاحتلال الإسرائيلي، مدعومة بوحدات أخرى من ضمنها قوات خاصة وعناصر من جهاز الأمن العام (الشاباك)، حيث فرضت طوقًا أمنيًا حول المستشفى.  وقبيل تمكن قوات جيش الاحتلال الإسرائيلي من تحديد موقع فائق داخل المستشفى أو في محيطه، كانت هذه القوات قد اقتحمت منزل عائلته وأخرجت زوجته وأطفاله منه.  كما أُلقي القبض على شقيق فائق في أحد الأحياء المجاورة للمستشفى. 
بحسب إفادة جيش الاحتلال الإسرائيلي، فإن فائق المبحوح رفض الاستسلام وواصل القتال إلى أن قُتل.  وكان جيش الاحتلال الإسرائيلي قد ادعى مبدئيًا أنه قتل عشرين شخصًا آخرين وصفهم بأنهم "إرهابيون" إضافة إلى فائق.  كما زعم الجيش ذاته أنه بحلول مساء الاثنين، الثامن عشر من مارس، كانت قواته قد قضت على عشرين مسلحًا من حركة "حماس" داخل مجمع المستشفى، فضلًا عن عشرين آخرين في المنطقة المجاورة.  وتشير بعض المصادر إلى أن تبادل إطلاق النار قد وقع خارج المستشفى.  وتظل الملابسات الدقيقة لمقتله غير مؤكدة بشكل قاطع ويصعب التحقق منها بصورة مستقلة.
وتباينت تقديرات الأطراف المختلفة بشأن الغاية، سواء المعلنة أم المضمرة، من وراء استهداف فائق، وكذلك بشأن مسار الحرب بشكل عام. ففي حين تصوّر المصادر الداعمة لإسرائيل الحادثة باعتبارها عملية لإزالة خطر كان يتهدد أمنها،  لا تتوفر، في المقابل، أية دلائل تشير إلى اضطلاعه بأي دور في هجمات ضد إسرائيل إبان عمله ضمن هيكل الإدارة المدنية في غزة.  بالمقابل، تصف المصادر المساندة للحق الفلسطيني الهدف بأنه يرمي إلى تقويض مقومات الدولة الفلسطينية،  وذلك عبر سياسات التجويع وفرض ظروف تحول دون قيام إدارة فلسطينية مستقلة في قطاع غزة.  وفي الغالب، تميل المصادر الدولية إلى تبني الرؤية الفلسطينية للوضع، أو أنها تعرض السردية الفلسطينية للأحداث بوصفها الأقرب إلى الواقع أو الأكثر وجاهة. 
أعلنت وزارة الخارجية الإسرائيلية، عبر حسابها الرسمي باللغة العربية على منصة تويتر، عن مصرع المبحوح، وقالت بأنه "رئيس إدارة العمليات في جهاز الأمن الداخلي التابع لمنظمة حماس الإرهابية".  وفي المقابل، اعتبرت حركة حماس اغتيال ضابط شرطة مدني خرقًا للقانون الدولي،  وأصدرت بيانًا شديد اللهجة ورد فيه: "إن هذه الجريمة الإرهابية، باستهداف ضابط شرطة مدني يتمتع بالحماية بموجب القانون الإنساني الدولي، دليل إضافي على سعي العدو النازي إلى نشر الفوضى، وتقويض السلم المجتمعي في قطاع غزة، وإدامة حالة المجاعة التي يعاني منها شعبنا، تنفيذًا لخطة حرب الإبادة وتهجير شعبنا من أرضه." 
بالتزامن مع ذلك، شهدت منصات التواصل الاجتماعي الناطقة باللغة العربية تداولًا واسعًا للتكهنات بشأن الدوافع الكامنة وراء عملية الاغتيال والهجوم الذي استهدف المستشفى.  كما راجت شائعات مفادها أن جانبًا كبيرًا من الدافع الإسرائيلي تمثّل في إخفاق المخطط الإسرائيلي الرامي إلى إحلال العشائر، ومنها جماعات دغمش المسلحة، محل قوات الشرطة في غزة، لتولي مهام توزيع المساعدات وفرض النظام. 
قتلت قوات الاحتلال الإسرائيلي اثنين من ضباط الشرطة الآخرين في المواصي. 

## استهداف الصحفيين
يمثل مقتل الصحفيين في الحرب الفلسطينية الإسرائيلية، وغالبيتهم العظمى من الفلسطينيين، إلى جانب أعمال العنف الأخرى الموجهة ضدهم، الفترة الأكثر دموية التي يشهدها الصحفيون في سياق القضية الفلسطينية منذ عام 1992، كما يجعل هذه الحرب النزاع الأكثر فتكًا بالصحفيين في القرن الحادي والعشرين.  فحتى سبتمبر من عام 2024، وثقت لجنة حماية الصحفيين مقتل 116 صحفيًا (111 فلسطينيًا، وإسرائيليين اثنين، وثلاثة لبنانيين)،  بينما أحصى الاتحاد الدولي للصحفيين مقتل 166 صحفيًا وعاملًا في قطاع الإعلام (152 فلسطينيًا، وأربعة إسرائيليين، وتسعة لبنانيين، وسوري واحد).  وكان إحصاء للمكتب الإعلامي الحكومي في غزة، صدر في يوليو 2025، قد أشار إلى مقتل 160 صحفيًا فلسطينيًا،  ليرتفع هذا العدد وفقًا للمكتب ذاته إلى 202 بحلول يناير 2025. 
وفي الثلاثين من يناير 2024 أكد المدير التنفيذي للجنة حماية الصحفيين أن "حرب إسرائيل على غزة هي أشد فتكًا بالصحفيين من أي حرب سبقتها".  وبالإضافة إلى ذلك، تسببت الغارات الجوية الإسرائيلية في إلحاق أضرار بالغة أو تدمير ما يقدر بنحو 48 مؤسسة إعلامية في قطاع غزة.  كما أفادت منظمة "مراسلون بلا حدود" بأن جيش الاحتلال الإسرائيلي تعمد استهداف صحفيين فلسطينيين ولبنانيين.  وذكرت صحيفة الغارديان أنه "في انتهاك للقانون الدولي استهدفت إسرائيل صحفيين فلسطينيين على صلة بحركة حماس رغم عدم انخراطهم في الأعمال القتالية، الأمر الذي يفند النفي الإسرائيلي لتعمد استهداف الصحفيين".  وخلال عام 2023 شكّل الصحفيون الفلسطينيون الذين قضوا نحبهم في الحرب الإسرائيلية على غزة قرابة 75% من إجمالي الصحفيين المقتولين في أنحاء العالم.  ووفقًا للجنة حماية الصحفيين، تُعد إسرائيل ثاني أسوأ دولة على مستوى العالم فيما يتعلق بالإفلات من العقاب في جرائم قتل الصحفيين. 
وقد منحت منظمة الأمم المتحدة للتربية والعلم والثقافة اليونسكو جائزتها العالمية لحرية الصحافة لعام 2024 تكريمًا للصحفيين الفلسطينيين في غزة. 

### صحفيون قتلوا في لبنان
منذ بداية النزاع بين إسرائيل وحزب الله في 8 أكتوبر 2023، قتل جيش الاحتلال الإسرائيلي عشرة صحفيين وأصاب ما لا يقل عن 15 آخرين في حوادث متعددة قرب الحدود اللبنانية الإسرائيلية وفي سوريا. كما اعتدى سكان لبنانيون على صحفيين يغطون الحرب من المناطق التي يسيطر عليها حزب الله، مما أدى إلى إصابة العديد ووفاة مرشد مدني لبناني في إحدى الحالات. 

## ردود الفعل
عقب اغتيال إسماعيل هنية أدان البابا فرنسيس "الهجمات، بما فيها الاستهدافات المحددة، وأعمال القتل"، معتبرًا أنها "لا تساعد على السير في طريق العدالة، طريق السلام، وإنما تولد المزيد من الكراهية والرغبة في الانتقام".  من جانبها، أعربت وزارتا الخارجية في كل من قطر ومصر عن اعتقادهما بأن اغتيال إسرائيل لإسماعيل هنية من شأنه أن يؤثر على فرص التوصل إلى اتفاق لوقف إطلاق النار. وفي هذا السياق، دوّن رئيس الوزراء القطري، الشيخ محمد بن عبد الرحمن آل ثاني، قائلًا: "السلام يتطلب شركاء جادين وموقفًا عالميًا حازمًا تجاه الاستهانة بحياة الإنسان". 